# HD11291
HD11291 — хімічно пекулярна зоря спектрального класу B9, що має видиму зоряну величину в смузі V приблизно 5,7.
Вона  розташована на відстані близько 491,9 світлових років від Сонця.

## Пекулярний хімічний вміст
HD11291 належить до ртутно-манганових зір й її з атмосфера має підвищений вміст Hg та Mn.